# Husby, norra delen
Husby, södra delen är bebyggelsen i Husby i Hedemora kommun belägen norr om älven. Området var fram till 2015 klassat av SCB som en del av tätorten Husby, för att 2015 klassas som en separat småort. Vid avgränsningen 2020 klassades området återigen som en del av tätorten Husby.